# Eudorylaimus enckelli
Eudorylaimus enckelli är en rundmaskart. Eudorylaimus enckelli ingår i släktet Eudorylaimus, och familjen Qudsianematidae. Arten är reproducerande i Sverige.